# Jean Rollin
Jean Rollin, de nom complet Jean Michel Rollin Roth Le Gentil (Neuilly-sur-Seine, 3 de novembre de 1938 - 20è districte de París, 15 de desembre de 2010) és un director de cinema francès, productor i guionista, també escriptor i director de col·leccions, un dels pocs cineastes francesos que ha il·lustrat principalment en el cinema fantàstic. La seva obra tracta sobretot de la figura del vampir i es distingeix per un ritme sovint lent i eteri, així com per un erotisme difús.

## Biografia
Jean Rollin és fill de l'actor Claude Martin (de nom real Claude Rollin Roth Le Gentil) i Denise Lefroi. Un any després del seu naixement, la seva mare es va fer amiga de Georges Bataille, despertant la desesperació del seu pare a qui va deixar aviat, emportant-se el nen. La Denise i el petit Jean viuran amb Bataille fins al 1943, després coneixerà Diane Kotchoubey De Beauharnais. Les dues dones faran un trío breument amb Bataille, abans que Bataille es dediqui completament a Diane. A continuació, Denise es referirà als amics de Bataille Maurice Blanchot i Michel Fardoulis-Lagrange.
Jean Rollin va ser un apassionat del cinema des de la seva infantesa, sobretot després de la visió, als vuit anys, de Capitaine Fracasse d'Abel Gance. Durant la seva adolescència, va veure amb avidesa les series així com les pel·lícules fantàstiques americanes de la companyia Universal. Durant el seu servei militar, es va iniciar en la direcció participant en el rodatge de pel·lícules de reclutament

### Deconstrucció i surrealisme
Un cop de tornada a la vida civil, va intentar ser assistent de direcció amb Luis Buñuel, després va rodar a finals dels anys 50 i principis dels 60 alguns curtmetratges com Les Amours jaunes, Ciels de cuivre, Vivre en Espagne o Les Pays loin. Aquests curtmetratges, que testimonien el seu gran interès per la nova novel·la i la seva desconstrucció de la narrativa, passen, però, desapercebuts. D'aquesta època destaca un projecte de col·laboració amb Marguerite Duras, L'Itinéraire marin (1963), que hauria d'haver estat el primer llargmetratge de Rollin però que mai va veure la llum.
Va ser l'any 1968 quan Jean Rollin va fer el seu primer llargmetratge, Le Viol du vampire. Aquest treball d'inspiració surrealista va sorgir, de fet, de la unió de dos migmetratges:: Le Viol du vampire i Les Femmes vampires. Quan es va estrenar, Le Viol du vampire va ser una de les rares produccions presents als cinemes parisencs a causa dels fets del maig de 1968. Provoca violentes reaccions de rebuig en la majoria dels espectadors, perquè no s'esperaven una pel·lícula experimental surrealista, sinó una pel·lícula de terror convencional amb el mateix esperit que les de la companyia anglesa Hammer. Davant l'escàndol, Rollin va pensar un moment en abandonar el cinema, però va canviar d'opinió i va decidir seguir la seva carrera.

### Vampirisme i erotisme
A finals dels anys 60 i principis dels 70 va fer altres pel·lícules, sempre sobre el tema del vampirisme: El 1969, La Vampire nue amb Caroline Cartier, el 1970 Le Frisson des vampires amb Sandra Julien i Jacques Robiolles, i el 1971 Requiem pour un vampire amb Mireille Dargent i Marie-Pierre Castel. Les bessones Marie-Pierre i Catherine Castel destaquen com a figures recurrents i emblemàtiques del cinema de Rollin. No obstant això, cap d'aquestes pel·lícules va tenir èxit, i també van trobar una forta hostilitat per part de la crítica. El destí de La Rose de fer amb Françoise Pascal no millora les coses. Les dificultats econòmiques derivades d'aquests fracassos comercials van obligar a Jean Rollin a rodar pel·lícules alimentàries d'erotisme suau sota pseudònim com ara Jeunes filles impudiques (1973) i Tout le monde il en a deux (1974).
Tanmateix, a mitjans dels anys 70 va fer dues pel·lícules fantàstiques força ambicioses, comparables en la seva inspiració a les seves obres anteriors: Les Démoniaques el 1974 amb, en els papers principals. Joëlle Cœur, Paul Bisciglia i Willy Braque i Lèvres de sang el 1975 amb Jean-Loup Philippe i Annie Belle. Malauradament també fracassen. Aleshores, Jean Rollin es va veure reduït, per guanyar-se la vida, a rodar només pel·lícules pornogràfiques fins que aquest gènere es va tornar menys rendible a finals dels anys setanta, sota l'efecte de les limitacions fiscals i materials imposades per la classificació X.

### Pel·lícules de sèrie B, alimentàries
Després es va dirigir a les produccions de sèrie B, teòricament més susceptibles d'atraure un gran públic, entre les quals cal esmentar tres pel·lícules gore sobre el tema de zombies (Les Raisins de la mort en 1977, Le Lac des morts vivants el 1981 - sota el pseudònim de J. A. Lazer - i La Morte vivante el 1982), dos thrillers (La Nuit des traquées el 1980 i Les Trottoirs de Bangkok el 1984) i una comèdia (Ne prends pas les poulets pour des pigeons, 1985, sota el pseudònim de Michel Gentil). Si els productors de Les Raisins de la mort donen a Jean Rollin els recursos suficients per treballar bé (i per permetre l'assistència d'actors reconeguts com Marie-Georges Pascal o Serge Marquand), això ja no és el cas de les següents pel·lícules. Entre les seves obres d'aquest període, diverses van ser produïdes per la companyia Eurociné, en particular Le Lac des morts vivants.
Enmig d'aquests èxits relativament "alimentaris" sorgeixen algunes pel·lícules més personals, com ara Fascination (1979) amb Franca Maï i Brigitte Lahaie en un dels seus primers papers importants al cinema convencional. A La Nuit des traquées, encara amb Brigitte Lahaie, també ofereix a una altra actriu porno, Cathy Stewart (acreditada amb el seu nom real de Catherine Greiner), l'oportunitat d'actuar en un altre registre. No obstant això, durant aquest període, Jean Rollin no va tenir un gran èxit popular, i els crítics es van mantenir sistemàticament hostils a ell. Aquesta fase de la seva carrera va acabar a mitjans dels anys vuitanta, arran del tancament progressiu de petits cinemes especialitzats en sèries B a favor dels multiplexs que emetien inicialment les produccions de les principals productores cinematogràfiques dels EUA.

### Cap a l'escriptura
Després de 1985, Jean Rollin es va torna cada cop més discret. El 1988, va completar (sense ser acreditat als crèdits) el rodatge de Emmanuelle 6, una de les moltes seqüeles del famós clàssic de Just Jaeckin amb Natalie Uher en el paper principal, després va afegir el 1990, en nom d'Eurociné, unes quantes seqüències d'una antiga pel·lícula de Jess Franco que va sortir sota el títol A la poursuite de Barbara. L'any següent, el 1991, va dirigir als Estats Units, França i Itàlia una pel·lícula experimental, Perdues dans New York, després es va llançar el 1993 en un thriller definitiu: Killing Car (també titulat La Voiture rouge sang, o La Femme dangereuse). Aquesta última va ser un fracàs comercial que va fer que Rollin abandonés temporalment el rodatge per aparèixer com un simple actor a les pel·lícules del seu amic Norbert Moutier i, sobretot, per dedicar-se a la literatura. Publicà així diverses novel·les i contes, la majoria de vegades de gènere fantàstic (Monseigneur Rat, La Petite Ogresse, etc.).
El 1994 va codirigir amb Marc Dorcel Le parfum de Mathilde - encara sense acreditar- una pel·lícula eròtica amb Draghixa i Julia Channel. Així pot observar els canvis que s'han produït en la producció pornogràfica que ja no es corresponen de cap manera amb el que ha conegut i que podria avalar.
Jean Rollin és director de col·lecció de les edicions Fleuve noir (Frayeur), Florent-Massot i Les Belles Lettres.

### Retorn al llargmetratge de fantasia eròtica

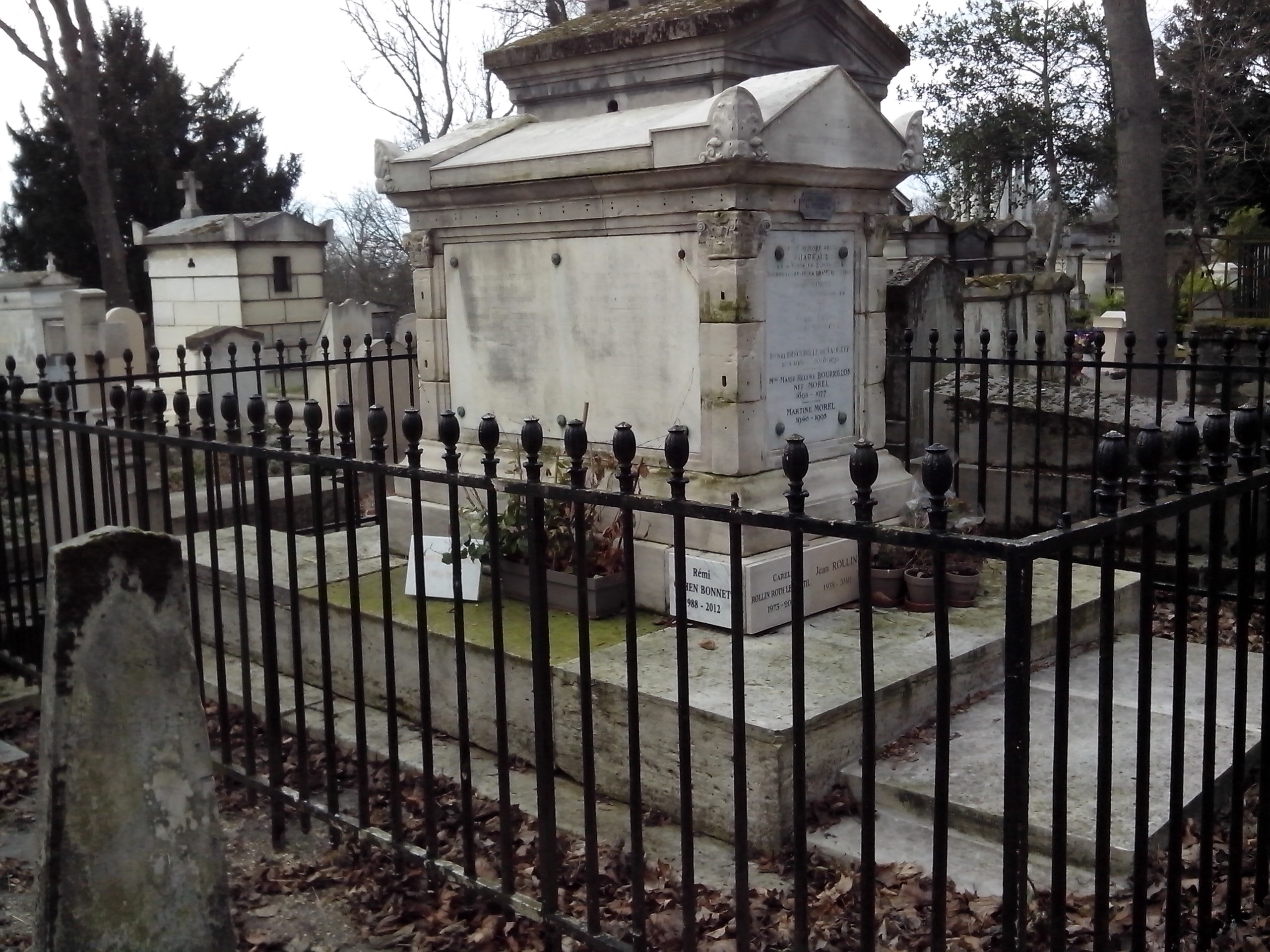
Tomba al cementiri de Père-Lachaise.

Tanmateix, després de 1995, va decidir tornar al cinema. Les seves darreres pel·lícules com Les Deux Orphelines vampires (1997) o La Fiancée de Dracula (2002), fetes a finals de la dècada de 1990 i principis de la de 1990 de 2000, són molt semblants a la seva estètica i inspiració a les seves primeres obres com La Vampire nue, Requiem pour un vampire o Lèvres de sang, tot i que es beneficia de pressupostos més grans. L'any 2007, després d'un nou període de silenci, roda amb Ovidie La Nuit des horloges, una mena de retrospectiva de les seves pel·lícules més personals, una mica com La Table tournante de Paul Grimault. Tot i que aleshores havia anunciat que seria la seva darrera pel·lícula, encara va dirigir el 2010 un llargmetratge definitiu, Le Masque de la Méduse amb la seva dona Simone al paper principal, i una de les seves nétes, Gabrielle, en figuració com a contrabaixista.
Jean Rollin va morir de càncer el 15 de desembre de 2010. Fou sebollit a la divisió 27 del cementiri de Père-Lachaise.

## Filmografia

### Com a director
Curtmetratges :
- 1958: Les Amours jaunes
- 1961: Ciel de cuivre
- 1964: Vivre en Espagne
- 1965: Les Pays loin

Llargmetratges
- 1963: L'Itinéraire marin (llargmetratge inacabat del que les bobines s'han perdut)
- 1968: Le Viol du vampire
- 1969: La Vampire nue
- 1970: Le Frisson des vampires
- 1971: Requiem pour un vampire (també : Vierges et vampires)
- 1973: La Rose de fer
- 1974: Les Démoniaques (també : Deux vierges pour Satan)
- 1975: Lèvres de sang
- 1975: Phantasmes
- 1978: Les Raisins de la mort
- 1979: Fascination
- 1980: La Nuit des traquées
- 1981: Les Paumées du petit matin (també : Fugue mineure ; Les échappées)
- 1982: La Morte vivante
- 1984: Les Trottoirs de Bangkok
- 1988: Perdues dans New York (migmetratge rodat el 1988 però editat per primer cop el 2005).[11]
- 1990: La Griffe d'Horus
- 1993: Killing Car (també : La Femme dangereuse)
- 1997: Les Deux Orphelines vampires
- 2002: La Fiancée de Dracula
- 2007: La Nuit des horloges
- 2010: Le Masque de la Méduse

Pel·lícules rodades amb pseudònim
- 1973: Jeunes filles impudiques (amb el pseudònim Michel Gentil)
- 1974: Tout le monde il en a deux (amb el pseudònim Michel Gentil)
- 1975: Suce-moi vampire, versió hardcore de Lèvres de sang (amb el pseudònim Mike Gentle)
- 1976: La Romancière lubrique  (amb el pseudònim Michel Gentil)
- 1976: La Comtesse Ixe (amb el pseudònim Michel Gentil)
- 1977: Saute-moi dessus (amb el pseudònim Michel Gentil)
- 1977: Hard Penetration (amb el pseudònim Michel Gentil)
- 1977: Vibrations sexuelles (amb el pseudònim Michel Gentil)
- 1977: Positions danoises (amb el pseudònim Michel Gentil)
- 1978: Remplissez-moi... les 3 trous (amb el pseudònim Robert Xavier)
- 1978: Petites pensionnaires impudiques (amb el pseudònim Michel Gentil)
- 1978: Lèvres entrouvertes pour sexes chauds (amb el pseudònim Michel Gentil)
- 1978: Hyperpénétrations (amb el pseudònim Robert Xavier)
- 1978: Discosex (amb el pseudònim Robert Xavier)
- 1979: Gamines en chaleur (amb el pseudònim Robert Xavier)
- 1979: Bouches lascives et pornos (amb el pseudònim Robert Xavier)
- 1979: Pénétrations vicieuses  (amb el pseudònim Michel Gentil)
- 1981: Le Lac des morts vivants (amb el pseudònim J. A. Lazer)
- 1982: Rêves de sexes (Quand le chat...) (amb el pseudònim Robert Xavier)
- 1983: Sodomanie (amb el pseudònim Robert Xavier)
- 1983: Folies anales (amb el pseudònim Robert Xavier)
- 1985: Ne prends pas les poulets pour des pigeons (amb el pseudònim Michel Gentil)

Altres participacions
- 1973: Une virgen en casa de los muertos vivientes de Jesús Franco (la seqüència del somni ; no acreditat)
- 1985: Emmanuelle 6 de Bruno Zincone (codirector ; no acreditat)
- 1990: À la poursuite de Barbara de Jesús Franco (seqüències addicionals, no acreditat)
- 1994: Le parfum de Mathilde de Marc Dorcel (ajudant de direcció de Marc Dorcel, no acreditat)

### Com a guionista
- 1963: L'Itinéraire marin
- 1965: Les Pays loin
- 1968: Le Viol du vampire
- 1969: La Vampire nue
- 1970: Le Frisson des vampires
- 1971: Requiem pour un vampire
- 1973: La Rose de fer
- 1974: Les Démoniaques
- 1975: Lèvres de sang
- 1975: Phantasmes
- 1978: Les Raisins de la mort
- 1979: Fascination
- 1980: La Nuit des traquées
- 1980: Mondo cannibale, dirigida per Jesús Franco
- 1982: La Morte vivante
- 1989: Perdues dans New York
- 1990: La Griffe d'Horus (TV)
- 1994: Le parfum de Mathilde, dirigida per Marc Dorcel
- 1997: Les Deux Orphelines vampires
- 2002: La Fiancée de Dracula
- 2007: La Nuit des horloges
- 2010: Le Masque de la Méduse

### Com a actor
- 1956: Crime et châtiment de Georges Lampin
- 1966: Tristesse des anthropophages de Jean-Denis Bonan
- 1968: La Femme-bourreau de Jean-Denis Bonan
- 1971: Le Sourire vertical de Robert Lapoujade
- 1973: La Rose de fer
- 1975: Lèvres de sang
- 1975: Phantasmes
- 1976: La Romancière lubrique
- 1978: Les Raisins de la mort
- 1981: Le Lac des morts vivants
- 1982: La Morte vivante
- 1985: Sanguine de Pierre Pattine
- 1985: Hemophilia de Norbert Moutier
- 1991: À la poursuite de Barbara de Jesús Franco
- 1991: Trepanator de Norbert Moutier
- 1992: Alien Platoon de Norbert Moutier
- 1993: Dinosaur from the Deep de Norbert Moutier
- 1996: Le Marquis de Slime de Quélou Parente
- 1997: Les Deux Orphelines vampires
- 2002: La Fiancée de Dracula
- 2007: Life Like de Aïda Ruilova
- 2010: Le Masque de la Méduse

### Com a ajudant de direcció
- 1960: Un cheval pour deux de Jean-Marc Thibault

## Publicacions

### Contes i novel·les
- Une petite fille magique, éditions Les Cahiers du Schibboleth, collection "L'hors du temps", Bègles, 1988.
- Les demoiselles de l'étrange, Editions Filipacchi, 1990 ; réédition Florent Massot, collection "Revolver fantastique poche", 1997 et édition intégrale augmentée : Estelle et Edwige, les demoiselles de l'étrange, éditions Édite / Les Films ABC, 2003.[12]
- Les Deux Orphelines vampires, Fleuve noir, 5 volumes ; réédition intégrale Editions Les Films ABC / Rafael de Surtis / Editinter, 2001 ; avec une préface d'Alain-Pierre Pillet.
  - Les Deux Orphelines vampires, Fleuve noir, coll. « Angoisses », n°6, 1993.
  - Anissa, Fleuve noir, coll. « Frayeurs», n°10, 1994.
  - Les voyageuses, Fleuve noir, coll. « Frayeurs», n°12, 1994.
  - Les pillardes, Fleuve noir, coll. « Frayeurs», n°17, 1995.
  - Les incendiaires, Fleuve noir, coll. « Frayeurs», n°24, 1995.
- Bestialité, Fleuve noir, 1995
- La petite ogresse, éditions Florent Massot, collection "Revolver fantastique poche", 1996 ; réédition Rafael de Surtis / Editinter, 2001 ; avec une préface de Jehan van Langhenhoven.
- La cabriole a disparu, Liv'Éditions, collection "Letavia jeunesse", 1997.
- Enfer privé, Sortilèges, 1998
- Monseigneur Rat, Sortilèges, Les Belles lettres, 1998.
- La Statue de chair, Sortilèges, 1998.
- Cauchemar d'anniversaire, Rafael de Surtis, 1998.
- Les Dialogues sans fin. Précédés de quelques souvenirs sur Georges Bataille, Maurice Blanchot et Michel Fardoulis-Lagrange, Paris, Éditions Mirandole, 1998.
- La Promeneuse, Les Belles Lettres, 1999.
- Gargouillis glauques, Rafael de Surtis, 2001.
- Tùatha, Les Belles Lettres, 2002.
- La Petite fille au cerceau, Éditions Films ABC / Rafael de Surtis, 2002.
- Jean-Pierre Bouyxou contre la femme au masque rouge, éditions Édite, 2004.[13]
- Les voleuses de foudre, Éditions Films ABC, 2004.
- Rien n'est vrai, Éditions Films ABC, 2004.
- Déraison, Éditions Films ABC, 2005.
- Alice et Aladin, détectives de l'impossible, Éditions Films ABC, collection "Aventures et mystères", 2006.
- Moteur-Coupez ! Mémoires d'un cinéaste singulier, suivi du scénario inédit de L'Itinéraire marin (dialogues de Marguerite Duras), éditions Édite, 2008.[14]
- Bille de clown, éditions Édite, 2009.[15]
- Écrits complets vol. 1, éditions Édite, 2010.[16]

### Guió de còmic
- Saga de Xam, còmic de Nicolas Devil, Éditions du Terrain vague, 1967.

### Articles
- Étude sur Gaston Leroux, publiée en deux parties dans la revue Midi-Minuit Fantastique, "Gaston Leroux I", n°23, automne 1970 et "Gaston Leroux II", n° 24, hiver 1970.
- Jean Rollin publia des articles dans des revues anarchistes et libertaires (Le monde libertaire, Le rue, La crécelle noire) entre 1963 et 1980.